# Strunkovice nad Blanicí
Strunkovice nad Blanicí är en köping i Tjeckien.   Den ligger i distriktet Okres Prachatice och regionen Södra Böhmen, i den sydvästra delen av landet, 110 km söder om huvudstaden Prag. Strunkovice nad Blanicí ligger 461 meter över havet och antalet invånare är 1 230.
Terrängen runt Strunkovice nad Blanicí är kuperad västerut, men österut är den platt. Runt Strunkovice nad Blanicí är det ganska tätbefolkat, med 52 invånare per kvadratkilometer. Närmaste större samhälle är Prachatice, 8,9 km sydväst om Strunkovice nad Blanicí. I omgivningarna runt Strunkovice nad Blanicí växer i huvudsak blandskog.